# Ponte Valleceppi
Ponte Valleceppi è una frazione di 3 826 abitanti del comune italiano di Perugia, in Umbria.
Geograficamente situato a est del territorio di Perugia, a circa 200 m s.l.m., il fiume Tevere lo attraversa interamente. Il territorio è essenzialmente pianeggiante e in minima parte collinare.
Ponte Valleceppi era la sede della VII circoscrizione del Comune di Perugia, e si contano circa 4 300 abitanti distribuiti su una superficie di 10 km².
Il nome del paese appare spesso anche nella variante Pontevalleceppi. 

## Origini del nome
Al pari di altre frazioni del comune di Perugia, la presenza nel nome della parola ponte indica l'origine del toponimo: il ponte sul fiume Tevere, probabilmente già presente al tempo dei romani per permettere il collegamento tra Perugia e il municipio romano di Arna e quindi di conseguenza anche Valfabbrica e Gualdo Tadino.
Sull'origine del nome si fanno quattro ipotesi:
1. Punto naturale per la raccolta di tronchi d'albero (cippum in latino) trasportati per fluitazione, attività molto svolta nella zona;
2. Luogo di deposito degli alberi sradicati durante piene e alluvioni;
3. Territorio di un tal signor Cepo, probabilmente l'opzione più plausibile e la più considerata dagli studiosi;[3]
4. Valle (percorso del Tevere) dei ceppi (i pioppi che anticamente e attualmente costeggiano la riva).[4]

Nelle mappe medioevali appare con il nome di Ponte di val di ceppo, mentre nel dialetto perugino attuale il nome del paese è "pon'falceppo".

## Storia
Durante i primi anni trenta del novecento Ponte Valleceppi è stato luogo di numerosi ritrovamenti archeologici di origine etrusca. Nel 1932, durante alcuni lavori agricoli sono stati scoperti: un ipogeo etrusco, con undici tombe di travertino e alcuni vasi di terracotta. Due anni dopo sono state portate alla luce altre quattro nuove tombe, ma trafugate in età antica. In seguito gli oggetti sono stati inviati al Museo Civico di Perugia dove sono stati datati al periodo ellenistico, cioè gli anni che vanno dal 334 a.C. al 31 a.C.. Inoltre nel territorio compreso tra Ponte Valleceppi e Ponte San Giovanni sono state rinvenute antichi resti di chiuse fluviali, databili alla prima età imperiale.

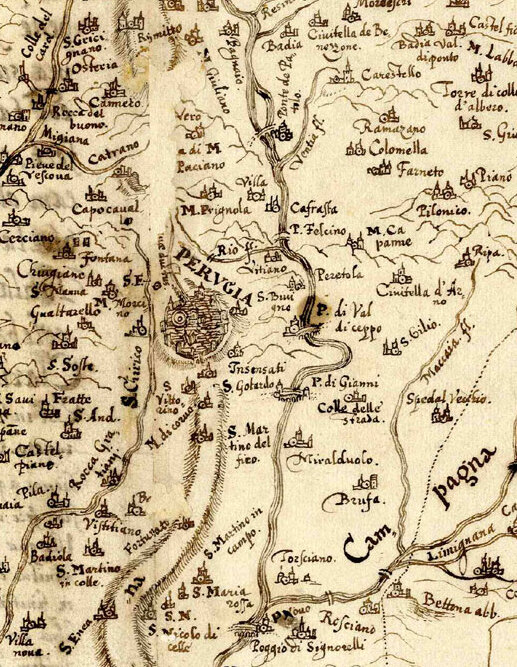
Mappa del 1570 circa, di Ignazio Danti, raffigurante la frazione con il suo nome medievale: P. di Val di ceppo

Il piccolo centro abitato ha avuto una posizione strategica sin dal medioevo, infatti era l'unica strada che permetteva il collegamento di Perugia alla via Flaminia. È stato uno snodo stradale fulcro per raggiungere il mare Adriatico (l'antica via romana Salara-Fabrianese diretta per le marche) che veniva usa per il trasporto del sale, dello zafferano, dell'indaco e dei prodotti della Marca (cioè delle Marche) e che poi erano instradati verso la Toscana.
Le prime citazioni ufficiali risalgono a un documento del 3 novembre 1266, nel quale il consiglio Speciale e Generale del Comune di Perugia decide di ricostruire temporaneamente in legno parte del ponte romano preesistente, poiché uno degli archi era andato distrutto a causa di una disastrosa inondazione. Il ponte doveva essere ricostruito in pietra l'anno successivo, ma a causa di problemi economici e guerre - che hanno tenuto impegnato il Comune di Perugia per tutta la seconda metà del XIII secolo - non è stato possibile.
Nel 1319, terminato il periodo di crisi, iniziano i lavori per la costruzione del nuovo ponte in pietra,  che non viene costruito sulle basi del ponte romano preesistente, ma pochi metri più avanti e viene completato nel 1334. A conferma dell'importanza di Ponte Valleceppi è la scelta eccezionale fatta dal Comune di Perugia, nel 1325, di non interrompere i lavori per la costruzione del ponte, difatti in quel periodo il comune stava sospendendo gran parte delle sue opere pubbliche a causa di gravi difficoltà finanziarie.

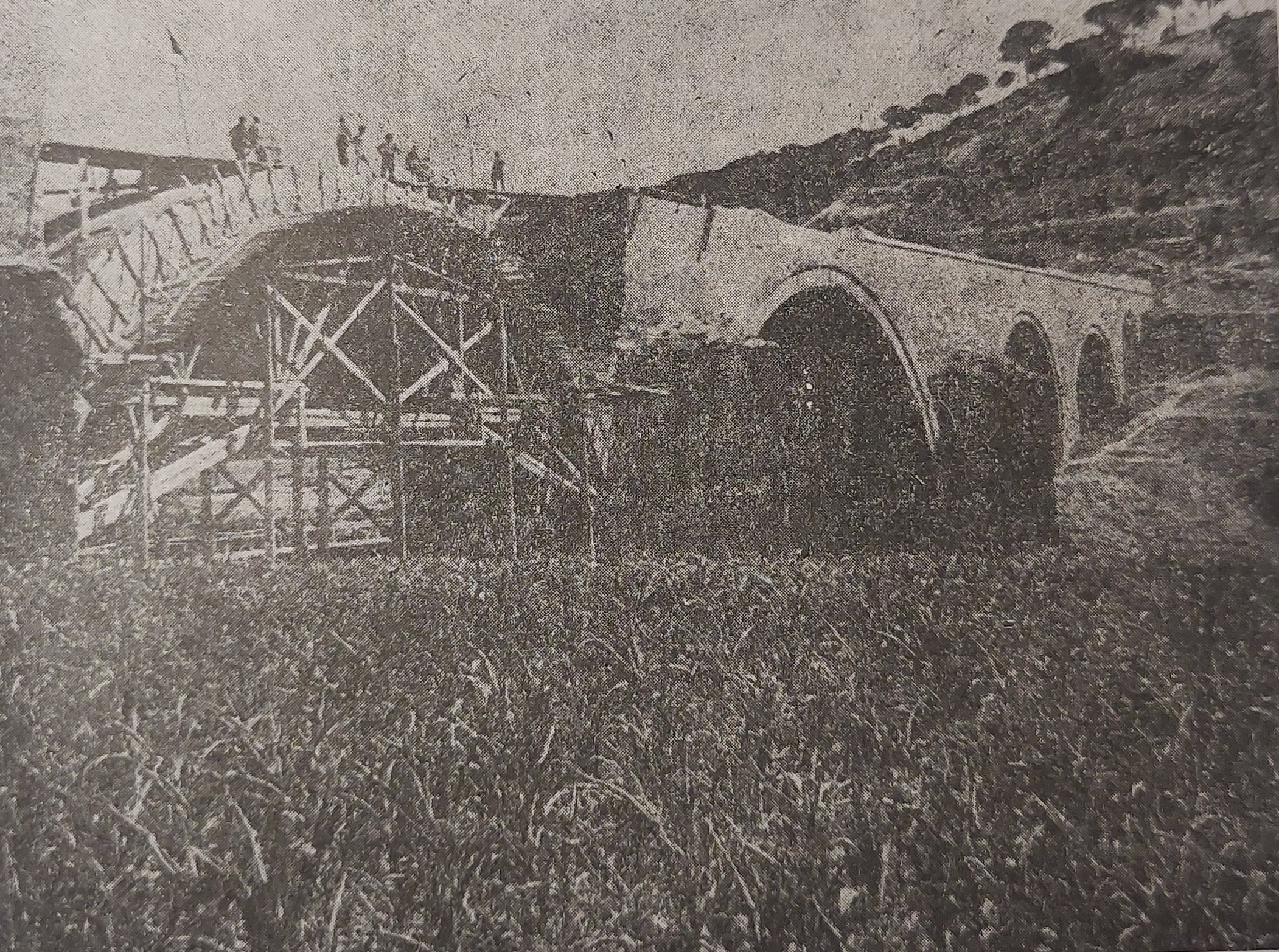
I lavori per la ricostruzione del ponte nel 1945

In epoca medievale la presenza di un mulino e relativa chiusa, ora demoliti,  permise un discreto sviluppo del paese.  La frazione viene raffigurata in una delle 40 mappe affrescate dal pittore perugino Ignazio Danti ai Musei Vaticani nel 1583.
Durante la seconda guerra mondiale, il 12 giugno 1944 i tedeschi usarono numerosi ordigni per rallentare l'avanzata inglese e ciò causò la distruzione dell'arcata principale del ponte. Precedentemente i cacciabombardieri dell'Ottava Armata, del generale Harold Alexander, bombardarono il piccolo centro abitato sia sella sponda destra che sulla sponda sinistra del Tevere. Ciò provocò la distruzione di alcune case del paesino, il crollo di una grande parte della chiesa e la morte di numerose persone, circa trenta. Il 30 giugno successivo venne completata la ricostruzione del ponte.

## Monumenti e luoghi d'interesse

### Architetture religiose
Chiesa di Santa Maria Maddalena

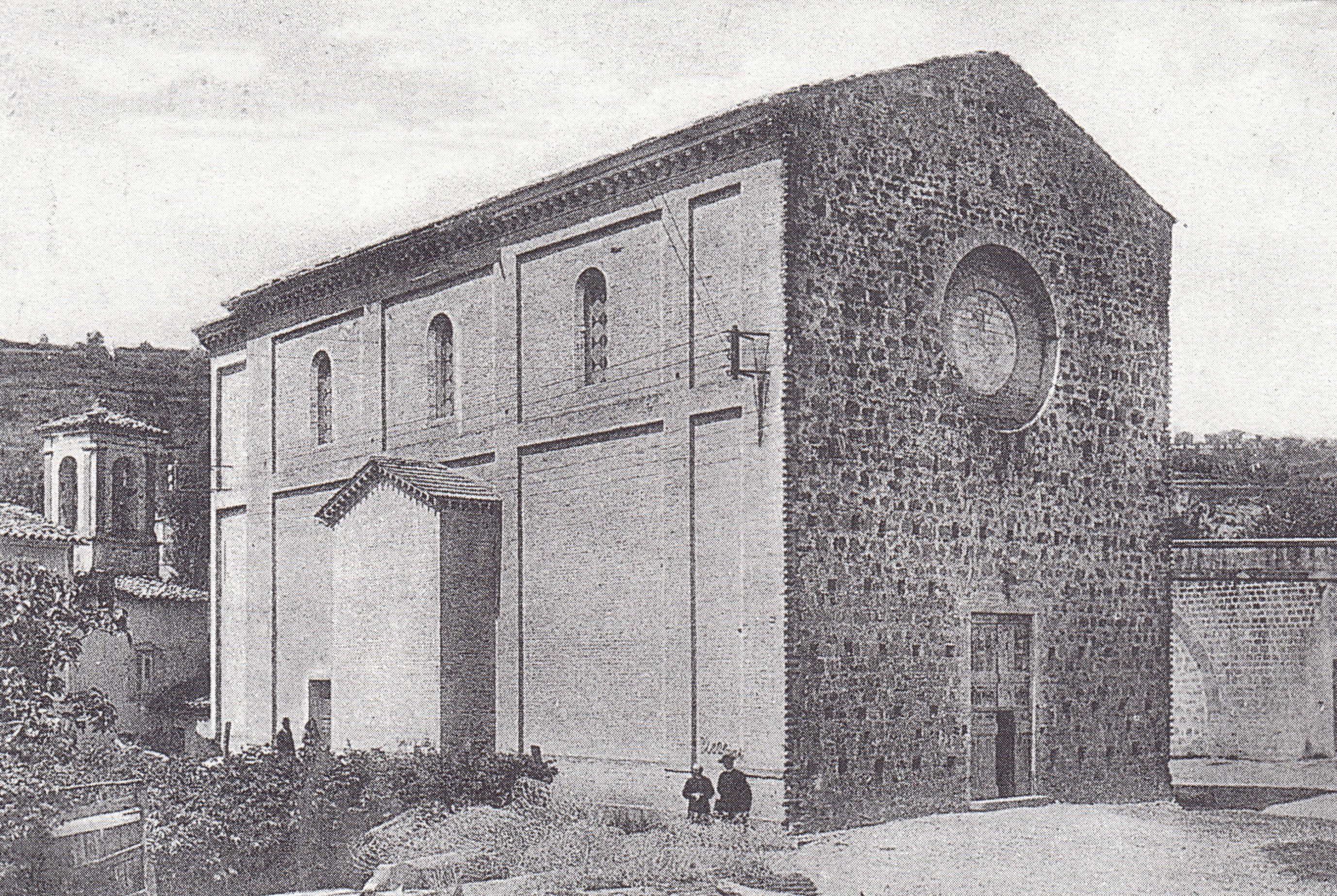
La chiesa nel 1910, prima della fine dei lavori per il completamento della facciata

La prima fonte che attesta la presenza della chiesa risale al 1311. Successivamente, nel 1427, viene menzionata come chiesa parrocchiale. I documenti presenti nell'Archivio di Stato di Perugia ne attestano l'attività a partire dal 1621, ma il fonte battesimale fu aggiunto soltanto nel 1836 spostandolo dalla chiesa di San Nicola di Pretola. Nel 1808, Luigi Faffa (1765-1824) costruì il campanile della chiesa, come testimonia la targa murata in cima al campanile: “Aloysius Faffa fecit A.D. MDCCCVIII“.
La chiesa fa parte delle oltre cinquanta Chiese Leonine, così chiamate perché volute dal vescovo di Perugia Vincenzo Gioacchino Pecci, futuro papa Leone XIII. A meta Ottocento, la chiesa versava in gravi condizioni strutturali a causa dell'eccessiva vicinanza al fiume. Non essendo possibile restaurala, si decise di ricostruirla da zero in stile neoromanico, qualche metro più distante dal fiume mantenendo però il campanile originale. I lavori di costruzione della nuova chiesa iniziarono nel 1882 con la supervisione di don Ferdinando Scarabattoli e si conclusero con il completamento della facciata nel 1913 ad opera di Edoardo Vignaroli. L'interno della chiesa era ancora privo di affreschi, quindi nel 1926 iniziarono i lavori di restauro e decorazione da parte di Guglielmo Ascanio da Panicale, che si conclusero nel 1929. Durante la Seconda guerra mondiale, nel 1944, la chiesa subì pesanti danni dai bombardamenti. Tuttavia, fu nuovamente ricostruita e riportata alle sue condizioni originarie, seguendo l'indicazioni di don Giuseppe Buelloni.
Nel 2011 sono stati eseguiti dei lavori di restauro che riguardavano il presbiterio.
La motivazione sulla scelta di Maria Maddalena come patrona è molto incerta e la realtà si mescola con la leggenda. Ponte Valleceppi essendo stato uno snodo fondamentale per mettere in comunicazione i grandi centri abitati regionali, era un luogo di passaggio frequentato da un grand numero di viandanti. Si ipotizza perciò che alcune prostitute intrattenessero i viaggiatori durante il loro soggiorno nel paese. In questo contesto, la scelta di Maria Maddalena, tradizionalmente associata alla penitenza e alla redenzione, potrebbe essere stata scelta quasi per simboleggiare la redenzione molare di queste donne.
Chiesa di Sant'Angelo
La chiesetta situata nel territorio di Ponte Felcino, in epoca medievale faceva parte della parrocchia di Ponte Valleceppi. La struttura è stata costruita prima della peste del 1348, che colpì poderosamente Perugia e dintorni. La chiesa anche se è detta di Sant'Angelo di Vitiano in realtà è dedicata a San Michele Arcangelo, come conferma la tela presente dietro l'altare.

### Architetture civili
- Ponte storico sul Tevere (XIV secolo), la cui struttura di base si suppone essere ancora quella originale; la torre di difesa e la porta daziaria sono state eliminate nel XVIII secolo;[35]
- Ponte pedonale, chiamato anche "Passerella della Rivoltola", costruito nel 1993, per sostenere il tubo della fogna comunale, unisce Ponte Valleceppi alla vicina Pretola;[36][37]
- Villa Lemmo Rossi-Scotti (1887), nella vicina Santa Petronilla, costruita, affrescata e arredata dal pittore umbro Conte Lemmo Rossi Scotti, trasformando rovine preesistenti in un complesso architettonico dall'aspetto di castello neogotico.[38]

### Altro
- Lastra ai caduti della prima guerra mondiale;[39][40]
- Stele in ricordo a tutti i suoi caduti.[41][42]

## Cultura
Scuola rurale

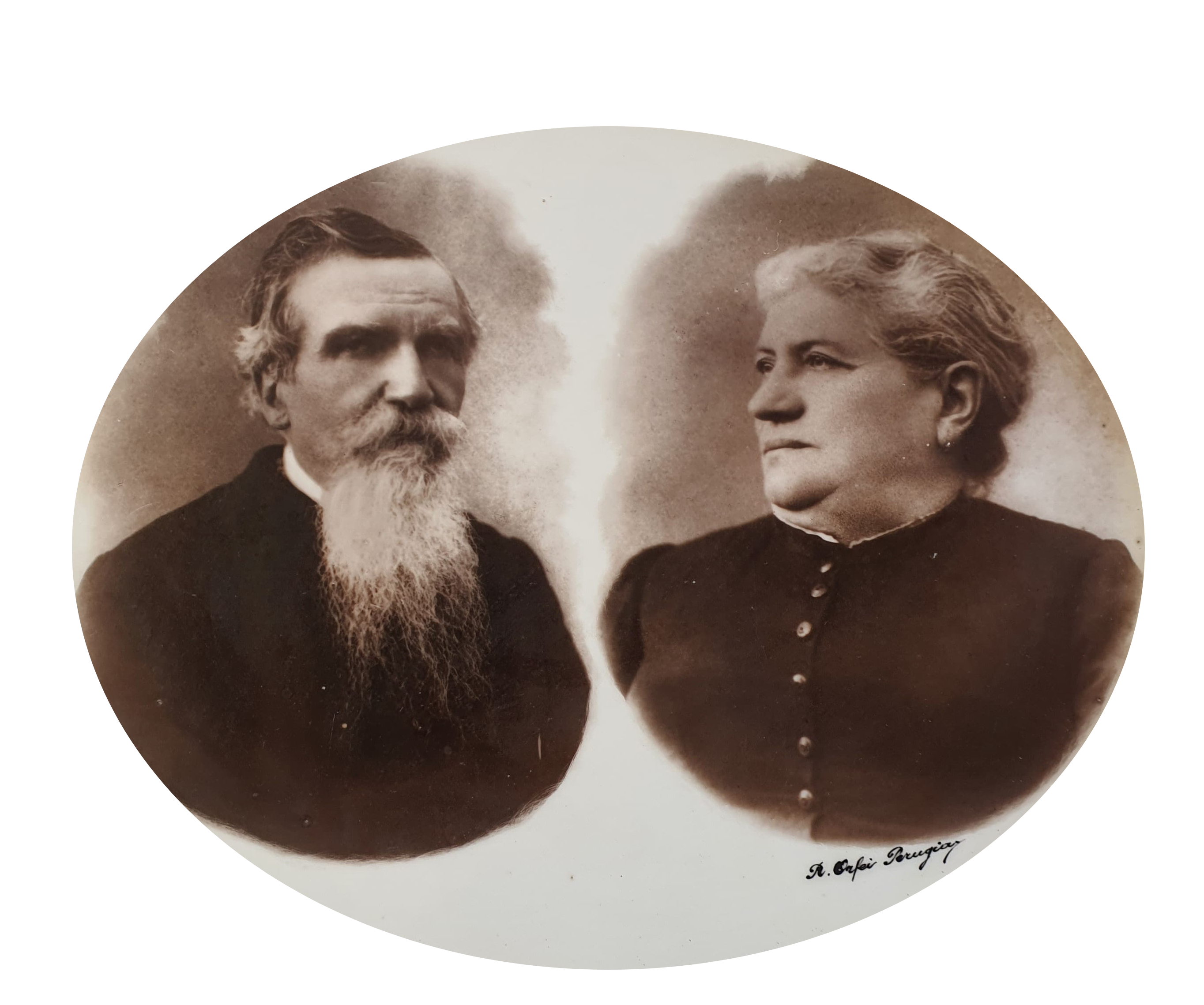
Leone Antolini e la moglie, Agata Galletti

Nel 1849, Leone Antolini vi fonda le prime scuole rurali dell'Umbria (anche a Ponte San Giovanni e a Ponte Felcino) aperta a tutti senza distinzione di classe sociale e provenienza, con largo anticipo rispetto alle leggi del futuro Regno d'Italia. Le lezioni la mattina erano per i bambini e le bambine, la sera per i lavoratori e la domenica per le donne. Esse furono gestite per oltre un secolo dai figli: Latina, Socrate (1856-1944), Cornelia e dalle nipoti Ausonia (1890-1934) ed Enotria (1884-1991).
Asilo Infantile
Pochi anni dopo l'istituzione della prima scuola rurale, nel 1875, Leone assieme alla moglie, Agata Galletti (1825-1900), fondarono il primo asilo infantile, dove anche i più piccoli potevano ricevere un'educazione adeguata. Per ricordarne l'istituzione, all'esterno della scuola primaria vi è una targa commemorativa.
Scuola primaria
La scuola primaria è stata inaugurata nel 1928 e in seguito, nel novembre 1929, è stata intitolata in ricordo di Leone Antolini (1825-1911), primo maestro della comunità. La costruzione della scuola è stata un punto di svolta per l'educazione del paesino, poiché fino a quel momento le lezioni si svolgevano in abitazioni private, quindi non era possibile a una grande quantità di persone parteciparvi e per di più creava disagio alle famiglie ospitanti.

## Economia

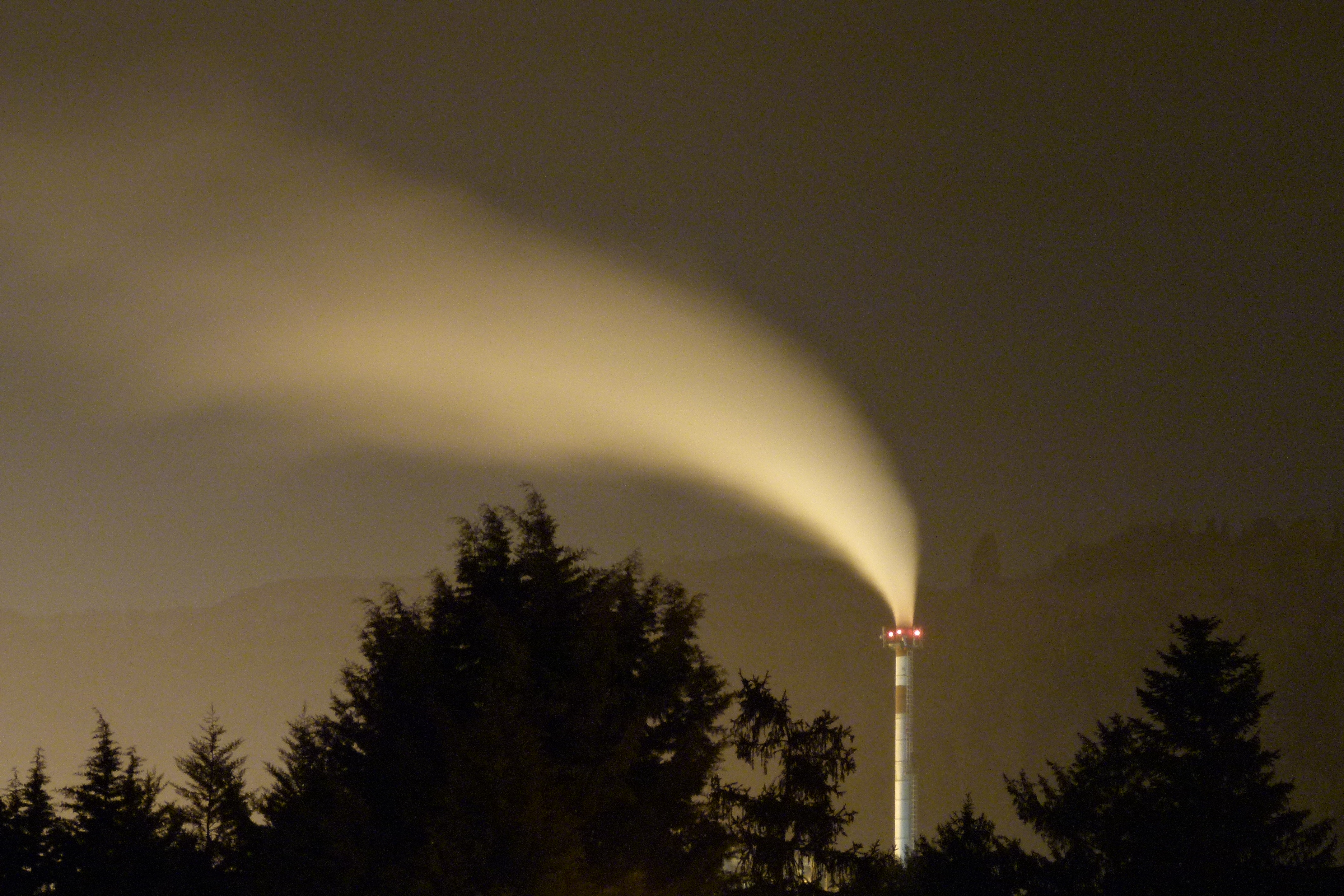
Distilleria

Storicamente la principale industria del paese è rappresentata dal complesso della distilleria, fondata a fine anni cinquanta dalla famiglia Di Sarno sulla sponda opposta del Tevere e poi progressivamente inglobata nel centro abitato, tanto da poter creare problemi in caso di emergenza. Nel 2021 ne è stato dichiarato il fallimento, a causa dei problemi economici. Durante i numerosi anni d'attività ha ricevuto anche numerose critiche sollevate dagli abitanti a causa delle gravi condizioni ambientali in cui riservava la zona.
Vista la vicinanza con i campi toccati dal fiume Tevere, in passato la produzione del tabacco era molto sviluppata e veniva lavorato nel tabacchificio, oramai chiuso. Il tabacchificio è stato attivo dal 1940 al 1978 ed ha rappresentato una fonte di lavoro per molti abitanti del paese. Dal 1943 al 1944 i tedeschi presero il possesso del fabbricato, la produzione diminuii ma non si interruppe. A fine anni settanta il tabacchificio non era più remunerativo e chiuse definitivamente i battenti. Il fabbricato doveva essere completamente abbattuto, ma una piccola parte è ancora presente in paese. Nella zona ricavata dalla demolizione del fabbricato il comune voleva costruirci una zona residenziale, ma il progetto non è andato a buon fine.
Hanno sede a Ponte Valleceppi le Officine Meccaniche Galletti, che producono macchinari per la lavorazione del calcestruzzo dal 1947.

## Infrastrutture e trasporti

### Ferrovie

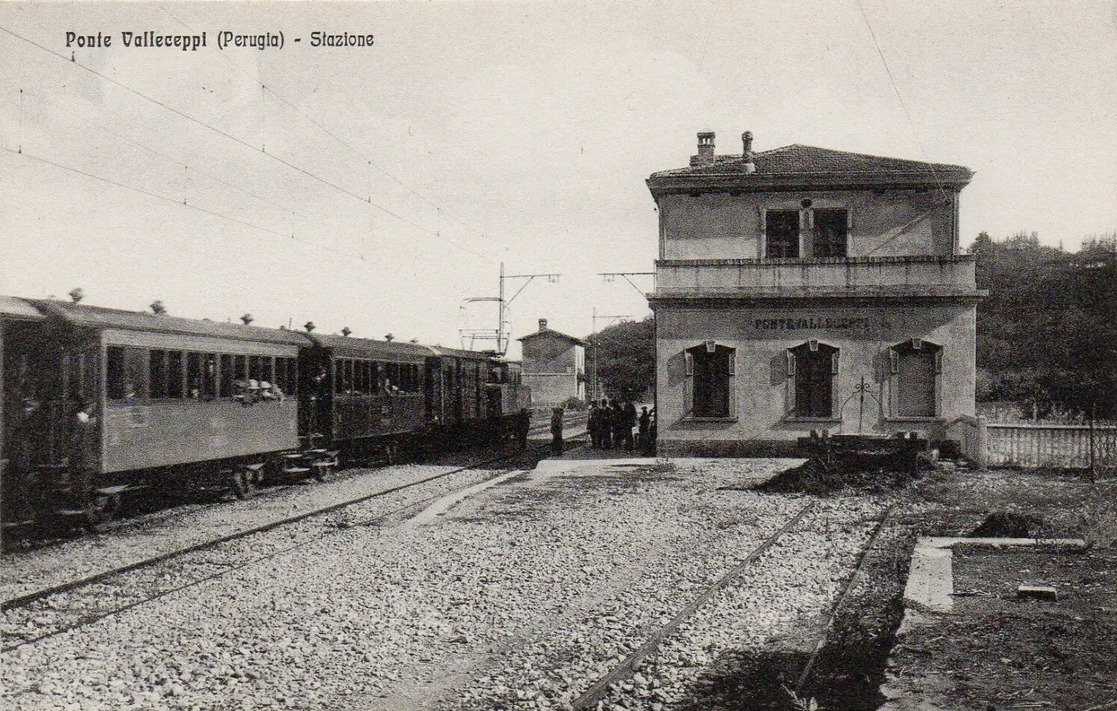
La stazione ferroviaria negli anni venti del novecento

Il 19 febbraio 1920 viene aperta al pubblico la stazione ferroviaria di Ponte Valleceppi situata sulla riva opposta del fiume Tevere, quindi separata dal centro abitato. La stazione faceva parte della Ferrovia Centrale Umbra. A causa della sua distanza e dalla sua poca frequentazione, è stata chiusa definitivamente nel 2016. Il fabbricato è composta da tre edifici ben distinti: il primo che è la stazione, il secondo un'officina e in seguito, separato dai primi due edifici, è stato costruito un piccolo magazzino, adibito allo stoccaggio dei materiali.
Nel 2023 c'è stata la proposta per la riqualifica della stazione, per farlo il comune voleva intraprendere un lavoro di adeguamento sismico e sistemazione strutturale del ponte. Per facilitare il passaggio dei pedoni il comune voleva costruire una passerella ancorata o adiacente al ponte.

## Sport
A.S.D. Pontevalleceppi (calcio e pallavolo), nata nel 1965 dall'idea di un piccolo gruppo di amici, che decisero di edificare il primo campo da calcio del paese. La squadra di calcio milita in Eccellenza (dalla stagione 2017-2018), mentre la squadra di pallavolo nel 2011 ha disputato il campionato nazionale di Serie B2.
- Free Time Ponte Valleceppi (calcio a 5), fondata nel 1992.[64]
- Valdiceppo Basket, nata nel 1995. La squadra di Basket nel 2023 è stata ripescata in serie B.[65]

### Impianti sportivi
- Stadio G. Borgioni calcio, dal 2005 in erba artificiale, rinnovato nel 2017;
- Centro di vita associativa (basket, pallavolo).